# Marijan Lamešić
Marijan Lamešić (2. travnja 1967.), hrvatski nogometaš, podrijetlom iz BiH. Igrao u veznom redu. Nastupao za zagrebački Dinamo (1988. – 1989.). Zaigrao na jednoj utakmici u eurokupovima. Igrao još za Zadar, Neretvu i Slaven Belupo i tuzlansku Slobodu. Igrao za Radnik iz Velike Gorice jeseni 1992. godine. U Njemačkoj je igrao u Višoj ligi – Sjever (Oberliga Nord) 1992. – 1994. godine. Igrao je za VfL Herzlake. 
Mlađi je brat tuzlanskog slikara Vinka Lamešića. Bratić Mario Lamešić bio je mladi bh. reprezentativac koji je karijeru napravio u Sloveniji. 
Trener NK Polače.